# نووایلیکوو (شهرستان بلاگووشچنسکی، باشقیرستان)
نووایلیکوو (انگلیسی: Novoilikovo, Blagoveshchensky District, Republic of Bashkortostan) یک شهرک در شهرستان بلاگووشچنسکی باشقیرستان کشور روسیه است.